# Macquartia rufipalpis
Macquartia rufipalpis är en tvåvingeart som först beskrevs av Charles Howard Curran 1927.  Macquartia rufipalpis ingår i släktet Macquartia och familjen parasitflugor. Inga underarter finns listade i Catalogue of Life.